# Alice (film din 1990)
Alice este o comedie romantică americană din 1990, regizat de Woody Allen după propriul scenariu. Rolurile principale sunt interpretate de Mia Farrow, William Hurt, Joe Mantegna și Alec Baldwin. Filmul este o reinterpretare liberă a filmului Giulietta degli spiriti (1965) al lui Federico Fellini.

## Rezumat
Alice Tate este o gospodină din clasa superioară a orașului New York, care își petrece zilele făcând cumpărături, tratamente de înfrumusețare și bârfind cu prietenele ei. Ea este căsătorită cu bogatul Doug de 15 ani și au doi copii, care sunt educați de o bonă.
Într-o zi, ea are o întâlnire scurtă cu Joe Ruffalo, un muzician de jazz chipeș. Ea se simte în mod misterios atrasă de el și, fiind catolică, experimentează o vină din cauza acestor sentimente. Tulburările sale din interior se manifestă în exterior prin dureri de spate. Mai multe persoane îi recomandă să meargă la dr. Yang, un herbolog asiatic care o supune hipnozei. Ea arată că ceea ce a atras-o inițial la soțul ei au fost, de fapt, calitățile sale superficiale: aspectul și banii. Ea își dezvăluie și sentimentele ei pentru Joe.
Dr. Yang îi dă lui Alice plante antice care o fac să-și exteriorizeze sentimentele ei față de Joe Ruffalo. Ei sunt de acord să se întâlnească. Când trece efectul plantelor, Alice este consternată de comportamentul ei. Ea nu merge la întâlnire cum era planificat. Plantele următoarele o fac să devină invizibilă. Ea îl spionează pe Joe care se afla în vizită la fosta sa soție, Vicky. Mai mult spre rușinea lui Alice, ei fac dragoste în biroul lui Vicky. Alice este acum bucuroasă că nu a mers la întâlnire cu Joe. Cu toate acestea, următorul remediu pe bază de plante îi permite lui Alice să comunice cu fantoma primului ei iubit, Ed. El o încurajează să afle mai multe despre Joe. Alice și Joe se întâlnesc în cele din urmă, sub pretextul unui joc între copiii lor. Întâlnirile lui Alice cu Joe devin din ce în ce mai frecvente.
Atunci când vina față de relația ei cu Joe devine prea mare, Alice se întoarce la Dr. Yang. Inhalând conținutul unui calmant dintr-o pipă, Alice adoarme în camera Dr. Yang. Ea are vise cu privire la creșterea ei după morala catolică. Își amintește de mama ei și descoperă că ea era cea mai fericită atunci când îi ajuta pe oameni. Ea își dă seama că a pierdut din vedere multe dintre obiectivele ei, în stilul ei de viață luxos și materialist. Alice își dă seama, de asemenea, de acest lucru la o seara de strângere de fonduri în onoarea Maicii Tereza, unul dintre idolii lui Alice. După strângerea de fonduri, Joe și Alice se culcă împreună. Alice își dă seama că s-a îndrăgostit de el.
Alice împarte plantele care produc invizibilitate cu Joe. Ea le aude pe două dintre prietenele ei bârfind despre ea și Joe. Ele bârfesc apoi că Doug o înșală pe Alice de ani de zile. Invizibilă, Alice merge la petrecerea de la biroul soțului ei, unde îl vede pe Doug sărutându-se cu o colegă. Alice decide să-l părăsească pe Doug o dată și pentru totdeauna. Ea îi spune acest lucru lui Joe. Cu toate acestea, Joe a decis să se împace cu fosta sa soție, după ce el a spionat-o (invizibil) la ședințele sale de terapie și a aflat că ea încă îl mai iubește.
Uimit, Alice merge la Dr. Yang, care tocmai pleca din oraș. El îi dă un pachețel final de plante, spunându-i că acestea vor crea o poțiune de dragoste puternică. Alice trebuie să aleagă între Joe și Doug. Ea merge la sora ei Dorothy pentru sfaturi. Cu toate acestea, Dorothy are o petrecere de Crăciun, iar ierburile sunt amestecate cu lichiorul de ouă. Toți oamenii de la petrecere se îndrăgostesc de Alice. Ea fuge înfricoșată.
Acasă, Alice îi spune lui Doug că mariajul lor este terminat. Ea îi dezvăluie planurile de a merge la Calcutta și de a lucra cu Maica Tereza. Doug râde de acest lucru, punând la îndoială faptul că Alice ar putea supraviețui fără luxul cu care se obișnuise. Cu toate acestea, se dovedește că Doug a greșit. Alice merge la Calcutta, unde o întâlnește pe Maica Tereza. La întoarcerea la New York, ea se mută într-un apartament modest, își creste copiii pe cont propriu și lucrează ca voluntară în timpul liber.

## Distribuție
- Mia Farrow - Alice Tate Smith
  - Rachel Miner - Alice la 12 ani
  - Kristy Graves - Alice la 18 ani
- Joe Mantegna - Joe Ruffalo
- William Hurt - Doug Tate
- Blythe Danner - Dorothy
  - Laurie Nayber - tânăra Dorothy
- Keye Luke - Dr. Yang
- Judy Davis - Vicki
- Alec Baldwin - Ed
- Bernadette Peters - muza
- Cybill Shepherd - Nancy Brill
- Gwen Verdon - doamna Tate
- Patrick O'Neal - domnul Tate
- Holland Taylor - Helen
- Diane Salinger - Carol
- Bob Balaban - Sid Moscowitz
- Caroline Aaron - Sue
- Diane Salinger - Carol
- James Toback - profesorul
- Elle Macpherson - fotomodelul
- Lisa Marie - invitata la petrecerea de Crăciun de la birou

## Recepție

### Box office
Alice a avut o primire dezamăgitoare la cinematografele americane; filmul a adus încasări totale de 7.331.647 $ la un buget estimat de 12 milioane de dolari.

### Recepție critică
În recenzia sa din 25 decembrie 1990 pentru New York Times, Vincent Canby a scris: "Alice" este despre călătoria de autodescoperire a unei femei duse de furtună, amețitoare, induse de plante. Este la extrema realismului magic - Alice zboară, ea devine invizibilă, ea este o altă persoană. Este hilară și romantică, serioasă și exuberant satirică.
Pe situl Rotten Tomatoes, filmul a primit recenzii în general pozitive, având în prezent un rating de 77% "fresh".

### Premii
Woody Allen a primit o nominalizare la Premiul Oscar pentru cel mai bun scenariu adaptat, precum și o nominalizare la Premiul Writer's Guild of America. Mia Farrow a primit o nominalizare la Globul de Aur pentru cea mai bună actriță (muzical/comedie) și a câștigat premiul pentru cea mai bună actriță al National Board of Review.